# استیتسویل (کارولینای شمالی)
استیتسویل (به انگلیسی: Statesville) شهری در ایالت کارولینای شمالی کشور ایالات متحده آمریکا است که جمعیت آن در سرشماری سال ۲۰۱۰ میلادی، ۲۴٬۵۳۲ نفر بوده‌است.